# سامانتا شلتون
سامانتا شلتون (انگلیسی: Samantha Shelton؛ زادهٔ ۱۵ نوامبر ۱۹۷۸) یک هنرپیشه اهل ایالات متحده آمریکا است.
از فیلم‌ها یا برنامه‌های تلویزیونی که وی در آن نقش داشته است می‌توان به اولئاندر سفید، زنان در دردسر، دختر فروشنده اشاره کرد. 